# U-2-affären
U-2 affären ägde rum under Kalla kriget, 1 maj 1960. Det sovjetiska luftförsvaret sköt ner ett amerikanskt U-2-övervakningsplan på spionuppdrag över Sovjetunionen.
USA förnekade först planets verkliga uppdrag, men blev senare tvunget att erkänna det eftersom planets pilot Gary Powers och delar av planet var oskadda och identifierade.

## Förloppet

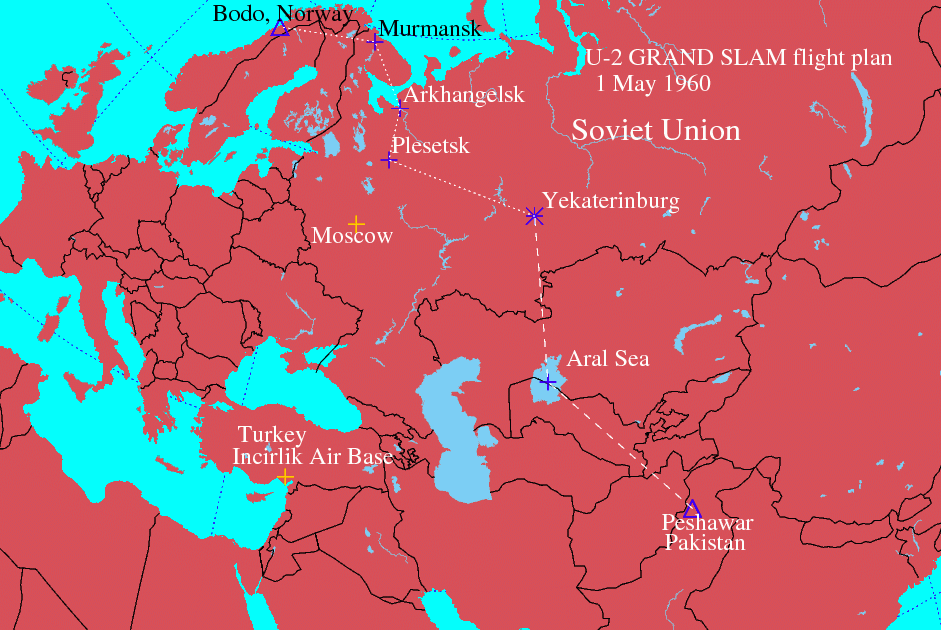
Operation Grand Slam.

Den 28 april 1960 fraktades det amerikanska övervakningsplanet Lockheed U-2 från Turkiet till den pakistanska staden Peshawar. Där tankades planet och var redo för avfärd när piloten Gary Powers och reservpiloten Bob Ericson anlände. Både 29 och 30 april sköts flygningen upp på grund av dåligt väder.
Den 1 maj förbättrades vädret och Powers kunde påbörja sitt uppdrag. Detta var 15 dagar innan öst-väst mötet i Paris. Operationen hette Grand Slam och innebar fotografering över Sovjetunionen av IBR-stationer runt städerna Sverdlovsk och Plesetsk, för att sedan landa i den norska staden Bodø. De sovjetiska luftförsvarsstyrkorna var medvetna om U-2:s inflygning och var därför i högsta beredskap. Strax efter att planet blev lokaliserat kom ordern att attackera och om nödvändigt ramma planet.
På grund av att U-2 planet flög på så pass hög höjd kunde inte vanliga stridsflygplan nå planet. U-2 planet kunde därför flyga en stund innan det till slut blev nedskjutet av en S-75 Dvina-raket, i närheten av den ryska staden Degtjarsk. Powers kunde aktivera sin fallskärm och landa på sovjetisk mark, där han kort efter sin landning blev anhållen. Powers hade tillgång till ett självmordspiller som innehöll det dödliga ämnet saxitoxin, men han använde det aldrig.
Efter en granskning av bilderna som Powers tog framkom att han fotograferat plutoniumfabriken i Oziorsk, Tjeljabinsk oblast. Med hjälp av bilderna hade USA kunnat räkna ut hur mycket kärnvapen Sovjetunionen skulle kunna bygga.